# 雀织鸟属
雀织鸟属（学名：Plocepasser）是織布鳥科下的一属，包括以下几种：
- 肯尼亚雀织鸟（Plocepasser donaldsoni）
- 栗背雀织鸟（Plocepasser rufoscapulatus）
- 栗顶雀织（Plocepasser superciliosus）
- 纹胸雀织鸟（Plocepasser mahali）